# Владимирський ваговоз

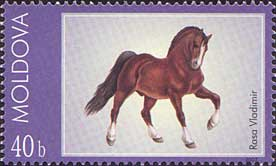
Владимирський ваговоз

Владимирський ваговоз (рос. владимирський тяжеловоз) — порода робочих коней, виведена в СРСР спеціально для транспортування важких вантажів. Ці коні мали велике значення для відновлення сільського господаства СРСР у повоєнні роки.

## Історія
Виводити породу почали в другій половині XIX століття, коли в Росію почали завозити європейських ваговозів: брабансонів, бельгійських арденів, клейдесдалів, першеронів та шайрів. Селекцію проводили як чистопородним розведенням, так і шляхом схрещування з місцевими кобилами. Володимирський ваговоз був виведений у 1930-1935-х роках в племінних радгоспах і на племзаводах Юр'єв-Польського і Суздальського районів Владимирської області і Гавриловопосадському районі Івановської області. Головні підприємства — Гаврилово-Посадська державна заводська стайня і Муромская заводська стайня. Назва породи пов'язана з регіоном, де вона була виведена.
Основу селекції склали клейдесдалі, родоначальниками стали гніді Лорд Джеймс і Глен Албін та темно-гнідий Бордер Бренд. Менший вплив мали Шайр. Офіційно порода зареєстрована в 1946 році.

## Опис
Дана російська порода зовні сильно схожа на своїх іноземних «батьків». Тварини вийшли масивні, помітно перевершують інші породи, виведені на території Росії.
Масть гніда, каракова, бура, рідше ворона, руда або сіра з білими плямами на ногах і голові. Корпус подовжений, широка грудна клітка, голова велика з опуклим профілем, шия довга і мускулиста, загривок довгий, середньо-виражений, лопатки довгі, скошені, круп довгий, трохи опущений, ноги довгі і сухі, копита великі, міцні і плоскі. Ця порода енергійна та рухлива.
У деяких коней зустрічається значна оброслість ніг (фризи) і схильність до розвитку мокреця; темперамент енергійний.
Особливістю володимирських коней є стриманість, дружелюбність і мирна поведінка. Причому, така характеристика стосується обох статей. Володимирські ваговози не противляться  упряжці, прекрасно пристосовуються до місцевого середовища, працелюбні, витривалі і невибагливі. Вони можуть відмінно проживати і в умовах конезаводу, і в  табуні.

## Практичне значення
Для оранки великих суглинків потрібен був сильний кінь. У гужовому транспорті велике значення мала здатність коней везти вантаж вагою 500—600 кг. Також коні-ваговози широко використовувалися в  армії.
Нинішнє використання породи мало нагадує те, заради чого вона була виведена. Коней вже не чекають ні рілля, ні віз, які значно зменшували тривалість життя тварин. Саме сучасна мода на розважальні заходи, кінні походи і спортивне полювання, дали цій породі друге життя, зробивши їх значущими і потрібними. Завдяки безконфліктному характеру ці гіганти підлаштовуються навіть до новачків, які вперше сіли в сідло або взяли в руки віжки. Існують також змагання, які влаштовують на свята на приватних стайнях і іподромах.